# Sarjanka
Sarjanka (lotyšsky Sarjanka, latgalsky Sarja, bělorusky Сар'янка) je řeka v Lotyšsku a Bělorusku (Věrchnědvinský rajón), pravý přítok Daugavy. Řeka je dlouhá 87 km, z nichž 38 km se nachází na území Běloruska. Rozloha povodí je 1 000 km² (na Bělorusko připadá 800 km²). Průměrný roční průtok vody v ústí je 7,4 m³/s. Průměrný sklon vodního povrchu je 0,9 ‰. Výška ústí je 100,2 m nad mořem.
Vytéká z jezera	Bižas v Lotyšsku a ústí se nachází 1 km jihovýchodně od vesnice Vuscje. Protéká územím Latgalské vysočiny a Polacké nížiny (v severozápadní části). Hlavními přítoky jsou Sarija, Čaušica (bělorusky Ciŭša), Asūnīca (bělorusky Асуніца Asunica), Moļneica (bělorusky Malnica), Turija. Na pravém břehu řeky, 10 km od ústí, se nachází zemědělské město Sarja. Celkem 7 km řeky tvoří přirozenou hranici mezi Běloruskem a Lotyšskem. V povodí je 75 malých jezer o celkové ploše 29 km².

## Etymologie
Pojmenování Sarjanka (dříve Sarja) má původ z finského spojení „sara oja“, což znamená „řeka zarostlá ostřinami“, „bažinatá řeka“.